# تشيلان
شيلان (تشيلي) (بالإسبانية: Chillán)‏ هي بلدية تقع في تشيلي في Ñuble Province.[بحاجة لمصدر] يقدر عدد سكانها بـ 174,777 نسمة ومساحتها 511.2 كم2 وترتفع عن سطح البحر 124 متر.

## المدن التوأمة
مدينة Mürzzuschlag هي مدينة توأمة لـشيلان (تشيلي).

## أعلام
- مارتا برونيت
- برناردو أوهيغينز
- رامون فيناي
- مارتا كولفين
- كلاوديو آراو